# Галатея (Кіпр)
Галатея ( грец. Γαλάτεια   , тур. Mehmetçik   , «Маленький солдатик»)  — село в районі Фамагуста на Кіпрі, розташоване на півострові Карпас . Поселення  фактично знаходиться під контролем Північного Кіпру .
Це традиційне турецьке село, розташоване на схилі пагорба з видом на долину внизу,  Село відоме своїм літнім фестивалем винограду  ,  який  відвідують населення  Кіпру та туристи з усього  світу. 
Виноград, зібраним з  виноградників,    є одним з найбільш експортованих продуктів в інші райони Кіпру, також добре відоме виробництвом вина,  кіпрського бренді з вичавок під назвою Zivania  та традиційних виноградних солодощів під назвою Sucuk. 

## Історія
На відміну від переважної більшості навколишніх сіл на півострові Карпаса Галатея була турецько-кіпрським анклавом до 1974 року. Вважається також що Галатея  була осередком войовничості турків-кіпрів (через членство у воєнізованих угрупованнях, таких як Волкан і ТМТ) під час бурхливих часів боротьби за незалежність (1955–1959) та періоду після здобуття незалежності (1963–74).

## Свято винограду
Спочатку це був простий ринок  на якому  сільські жителі продавали і  купувати виноград та вино,  а згодом подія перетворилася на фестиваль винограду та  свято всього, що пов’язано з виноградом.    В перші роки на фестивалі проводилося багато  культурних заходів , але з роками цей елемент поступово зменшився.  У 2007 році почалися спроби відновити культурні елементи як окремий фестиваль, який проходив безпосередньо перед фестивалем винограду. 
Фестивальні заходи включають приготування їжі з винограду, виготовлення виноградних солодощів  та виноробство,  а також різноманітні симпозіуми . 
Фестиваль винограду в Галатеї допомагає популяризувати економічне та культурне значення винограду та виноградників цього району , а також сприяти розвитку місцевого виноградарства . 

## Культура, спорт, туризм
Спортивний клуб турецьких кіпріотів Mehmetçik був заснований в Галатеї в 1943 році, і зараз входить до 2-ї ліги K-PET Кіпрської турецької футбольної асоціації (CTFA). 

## Міжнародні зв'язки

### Міста-побратими – міста-побратими
Галатея є побратимом :
- Osmangazi, Bursa Turkey[7]
- Bağcılar, İstanbul Turkey[8]

## Дивитися також
- Свято врожаю